# رمز الفترة-بعد-الفتح
رمز الفترة-بعد-الفتح (بالإنجليزية: PAO)‏،  هو رمز بياني يحدد صلاحية منتجات المستحضرات التجميلية بعد فتحها لأول مرة. فهو يصور وعاء مستحضرات تجميل مفتوح ويتم استخدامه مع عدد مكتوب من الشهور أو السنوات.

لا تتطلب مستحضرات التجميل التي تبلغ صلاحيتها 30 شهراً على الأقل أن تحمل تاريخاً «الأفضل استخدامه قبل نهاية....» في الاتحاد الأوروبي. بدلاً من ذلك يجب أن يكون هناك «مؤشر على الفترة الزمنية بعد الافتتاح التي يمكن استخدام المنتج بدون أي ضرر للمستهلك». يحدد توجيه مستحضرات التجميل الصادر عن الاتحاد الأوروبي في الملحق الثامن رمز الجرة-المفتوحة المحايد-للغة، والذي يجب على الشركات المصنعة استخدامه للإشارة لهذه الفترة. غالباً ما يتم تمثيل الفترة الزمنية على إنها عدد من الأشهر متبوع بحرف “M” مثل “36M” أي لمدة 36 شهراً مكتوبة إما على الجانب الأمامي للوعاء أو إلى اليمين أو أسفلها. والحرف “M” هو بداية كلمة «شهر» ليس فقط باللغة الإنجليزية، ولكن أيضاً بالعديد من اللغات الأوروبية الأخرى. ويستخدم أيضاً ايزو 8601 في تدوين المدة.

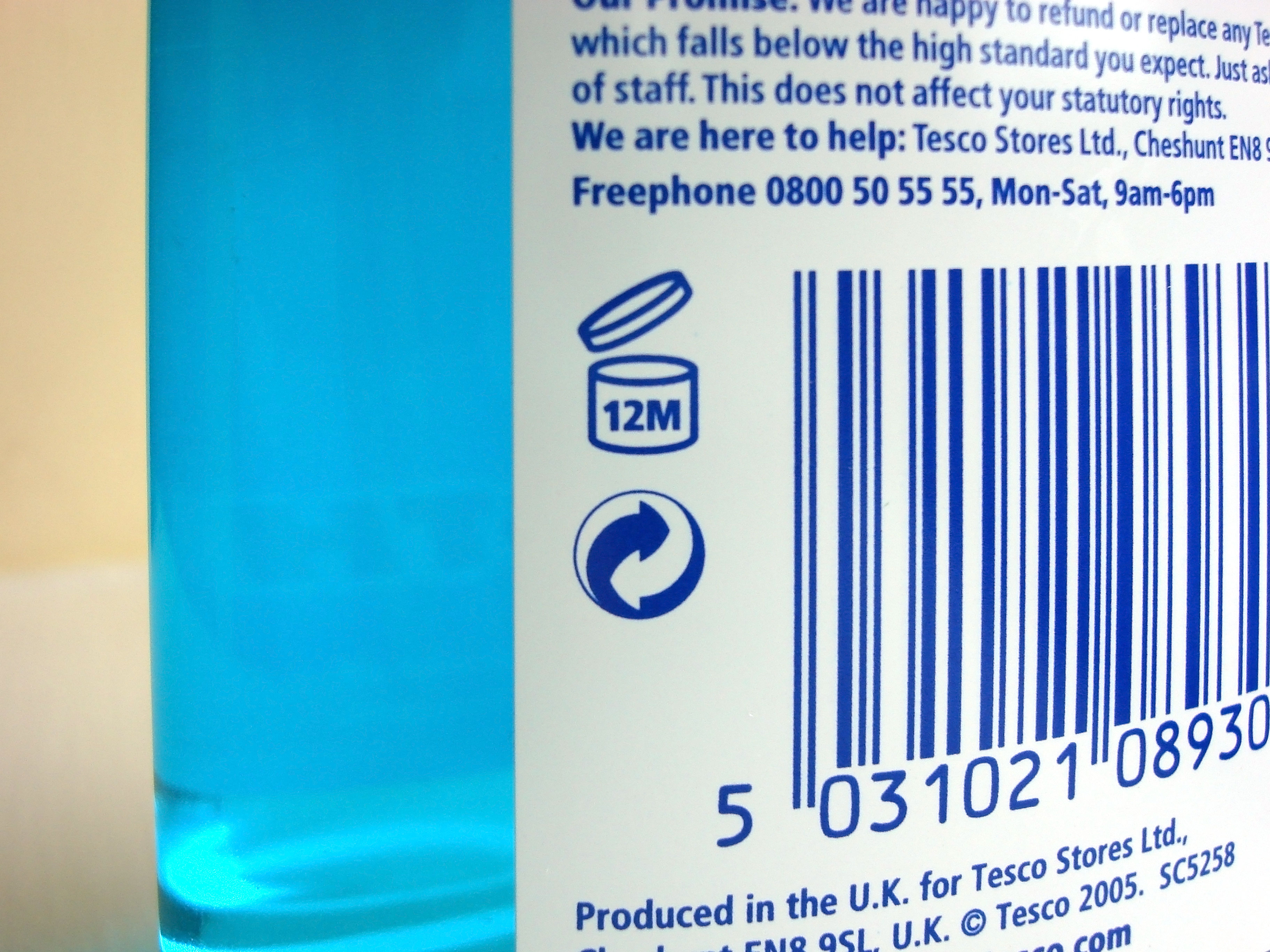
رمز الفترة-بعد-الفتح على زجاجة غسول للفم
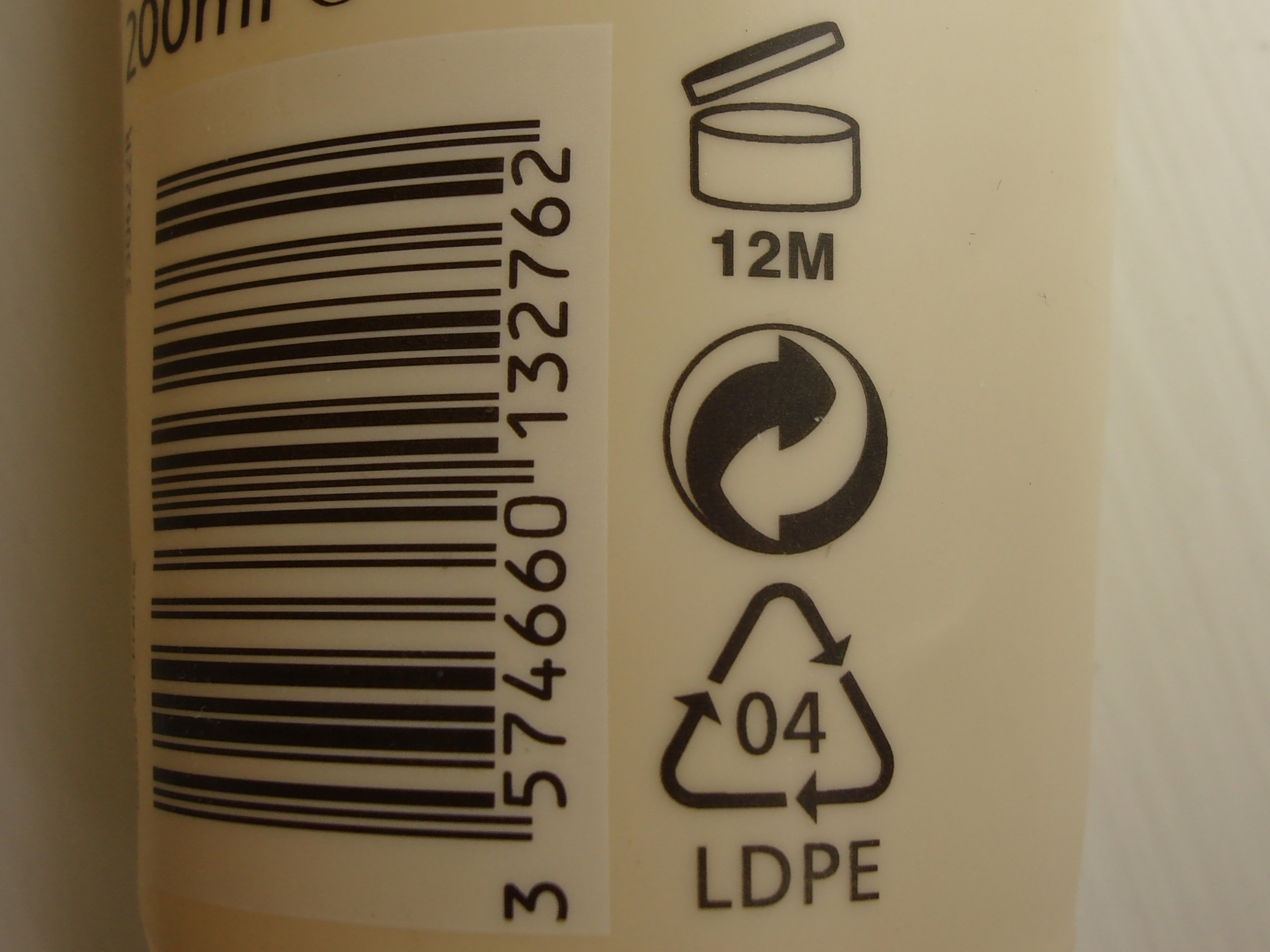
رمز الفترة-بعد-الفتح مع رمز النقطة الخضراء ورمز تعريف الراتنج على زجاجة محلول
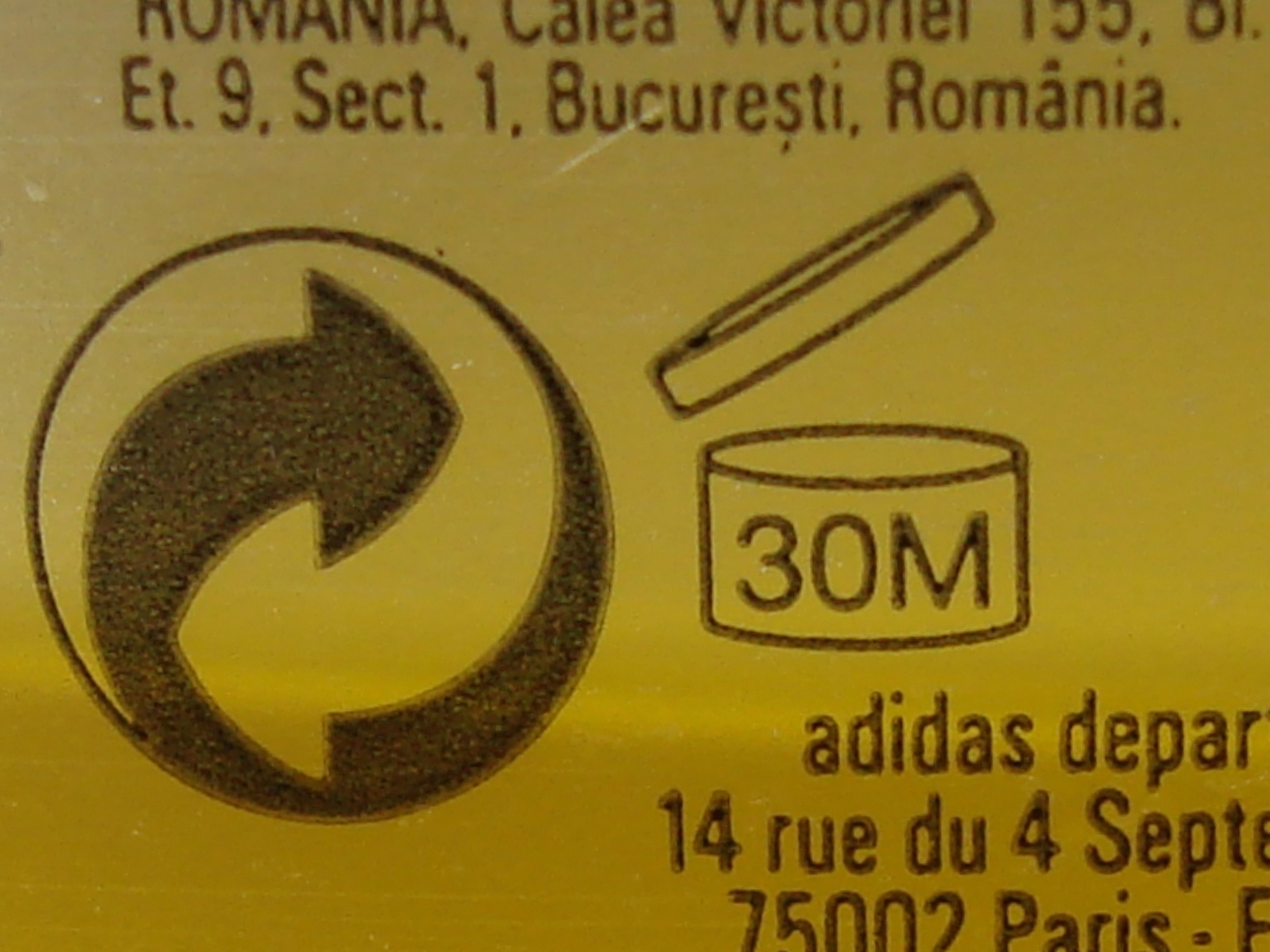
رمز الفترة-بعد-الفتح على زجاجة جيل للاستحمام